# WM
WM − polski samochód osobowy konstrukcji inż. Władysława Mrajskiego, skonstruowany w 1927 roku.
Władysław Mrajski skonstruował mały samochód popularny w 1927 roku i nazwany został on WM od inicjałów konstruktora. Zbudowano 2 prototypy z nadwoziem torpedo i kareta. W pierwszej wersji samochód przeznaczony był dla 2 osób, a trzecie siedzenie z tyłu mogło zmieścić 2 dzieci lub niedużą osobę dorosłą. Wersja z nadwoziem typu kareta posiadała nadwozie zamknięte 2-drzwiowe.
Oba prototypy wyposażono w silnik 2-cylindrowy, 4-suwowy o układzie przeciwbieżnym (boxer), chłodzony powietrzem z wentylatora na wale korbowym. Pojemność silnika wynosiła 733 cm³ (średnica 72 mm, skok 90 mm). Samochód ten był bardzo udany, oszczędny i nowoczesny - spalał 6 litrów paliwa na 100 km. Pomimo udziału w rajdach i przejechanych wielu tysięcy kilometrów nie wszedł do produkcji seryjnej.